# La Tuna Morelos
La Tuna Morelos är en ort i Mexiko.   Den ligger i kommunen Tlalixcoyan och delstaten Veracruz, i den sydöstra delen av landet, 300 km öster om huvudstaden Mexico City. La Tuna Morelos ligger 24 meter över havet och antalet invånare är 427.
Terrängen runt La Tuna Morelos är platt. Runt La Tuna Morelos är det ganska tätbefolkat, med 93 invånare per kvadratkilometer. Närmaste större samhälle är Tlalixcoyan, 9,2 km sydväst om La Tuna Morelos. Omgivningarna runt La Tuna Morelos är en mosaik av jordbruksmark och naturlig växtlighet.